# Gumal
Il Gumal è un fiume che nasce nell'Afghanistan orientale nei pressi di Sarwāndī sui monti Khumbur Khūlē ed entra nel Pakistan occidentale vicino Domandi, dove viene raggiunto dal fiume Kundar. Successivamente, dopo aver raccolto le acque dei fiumi Wāna Toi e Zhob, raggiunge l'Indo poco a sud di Dera Ismāīl Khān dopo un percorso di 240 km. Le dighe costruite negli anni '80 a Miān Nūr e Khajūri Kach, a valle della confluenza con lo Zhob, facevano parte di un programma che, oltre a tenere sotto controllo le inondazioni, consentiva l'irrigazione di circa 66.400 ettari di terreni coltivati nella regione di Dera Ismāīl Khān e la produzione di energia idroelettrica.